# Pierre Brocheux
Brocheux Pierre là một nhà sử học Pháp-Việt chuyên về lịch sử của Việt Nam và của Đông Dương thuộc Pháp..

## Tiểu sử
Pierre Brocheux sinh năm 1931 ở Chợ Lớn , Việt Nam, là con trai duy nhất trong một gia đình mà cha là người Pháp, mẹ là người Việt có quốc tịch Pháp, quen nhau khi cả hai đều làm việc cho hãng xuất nhập khẩu Pháp, công ty Union Commerciale Indochinoise et Africaine. Ông sang Pháp một mình năm 1946, khi còn đi học trung học. Sau đó ông theo học tại đại học Sorbonne, và gia nhập đảng cộng sản Pháp 1952 cơ bản là trên cơ sở chống chủ nghĩa thực dân.
Pierre Brocheux sau đó để khỏi phải đi lính, ông trở về Việt Nam xin dạy học. Ông dạy lịch sử và địa lý ở trường trung học Pháp ở Sài Gòn từ 1960-1968 .
Sau này ông là giảng viên tại Đại học Paris VII Denis Diderot (vào năm 1995), chuyên gia trong lịch sử Đông Nam Á.